# Gaston I.
Gaston I. (fr. Gaston Ier de Béarn) (umro oko 980.) bio je rani vikont Béarna, francuski plemić u srednjem vijeku. Moguće je da je bio i vikont Olorona.

## Obitelj
Vikont Gaston I. je bio sin plemića Centulea i njegove žene. Nije nam poznato kada je rođen.
Centule, njegov otac, poznat je kao Centule II. de Béarn, ali nije potpuno jasno je li imao titulu vikonta.
Gastonov je djed po ocu bio vikont Loup Centule.
Vikont Gaston je oženio nepoznatu ženu, koja mu je rodila sina, Centulea III., oca Gastona II.